# Jewel Carmen
Jewel Carmen conosciuta anche come Florence La Vinci, pseudonimo di Florence Lavina Quick (Danville, 13 luglio 1897 – San Diego, 4 marzo 1984), è stata un'attrice statunitense del cinema muto.

## Filmografia
- The Will of Destiny - cortometraggio (1912)
- A Son's Example (1912)
- The Professor's Daughter, regia di Mack Sennett - cortometraggio (1913)
- A Strong Revenge, regia di Mack Sennett (1913)
- The Two Widows, regia di Henry Lehrman (1913)
- A Wife Wanted, regia di Mack Sennett (1913)
- Those Good Old Days, regia di Mack Sennett (1913)
- Cupid in a Dental Parlor, regia di Henry Lehrman (1913)
- That Ragtime Band, regia di Mack Sennett (1913)
- The Gangsters, regia di Henry Lehrman (1913)
- The Knight of Her Dreams, regia di Al Christie (1913)
- Professional Jealousy, regia di Al Christie (1913)
- He and Himself, regia di Al Christie (1913)
- Four Queens and a Jack, regia di Al E. Christie (1913)
- Cohen Saves the Flag, regia di Mack Sennett (1913)
- Daphne e i pirati (Daphne and the Pirate), regia di Christy Cabanne (1916)
- Sunshine Dad, regia di Edward Dillon (1916)
- The Children in the House, regia di Chester M. Franklin e Sidney Franklin (1916)
- Io e il mio destino (Flirting with Fate), regia di Christy Cabanne (1916)
- Il meticcio della foresta (The Half-Breed), regia di Allan Dwan (1916)
- Intolerance, regia di David Wark Griffith (1916)
- L'allegra favola di Black Burke (Manhattan Madness), regia di Allan Dwan (1916)
- Nel mondo dei miliardi (American Aristocracy), regia di Lloyd Ingraham (1916)
- Il marchese d'Evremonde (A Tale of Two Cities), regia di Frank Lloyd (1917)
- American Methods, regia di Frank Lloyd (1917)
- To Honor and Obey, regia di Otis Turner (1917)
- Il conquistatore (The Conqueror), regia di Raoul Walsh (1917)
- When a Man Sees Red, regia di Frank Lloyd (1917)
- Les Misérables, regia di Frank Lloyd (1917)
- The Kingdom of Love, regia di Frank Lloyd (1917)
- The Girl with the Champagne Eyes, regia di Chester M. Franklin (1918)
- The Bride of Fear, regia di Sidney Franklin (1918)
- Confession, regia di Sidney Franklin (1918)
- Fallen Angel, regia di Robert Thornby (1918)
- Lawless Love, regia di Robert Thornby (1918)
- The Silver Lining, regia di Roland West (1921)
- Nobody, regia di Roland West (1921)
- You Can't Get Away with It, regia di Rowland V. Lee (1924)
- The Bat, regia di Roland West (1926)

## Riconoscimenti
- Young Hollywood Hall of Fame
  - 1917 - [1]